# Illice sexalata
Illice sexalata är en fjärilsart som beskrevs av Max Wilhelm Karl Draudt 1918. Illice sexalata ingår i släktet Illice och familjen björnspinnare. Inga underarter finns listade i Catalogue of Life.